# Максимов, Сергей Александрович (футболист, 1953)
Сергей Александрович Максимов (16 февраля 1953) — советский футболист, выступавший на позиции защитника, российский футбольный тренер. Сыграл более 350 матчей за уфимский клуб «Нефтяник» (ранее носивший названия «Гастелло» и «Строитель»).

## Биография
Воспитанник группы подготовки при команде «Строитель» (Уфа). В 1970 году начал взрослую карьеру в составе команды «Уфимец», выступавшей в классе «Б», а на следующий год перешёл в главную команду своего города — «Строитель». В 1974—1975 годах играл за «Торпедо» (Тольятти). В 1976 году вернулся в уфимский «Строитель», вскоре переименованный в «Гастелло», и выступал за эту команду более 10 сезонов. Всего в составе уфимской команды провёл более 350 матчей. В 1986 году в возрасте 33 лет завершил карьеру, затем ещё один сезон выступал за клубную команду «Гастелло» в соревнованиях коллективов физкультуры.
В 1995—2000 годах работал главным тренером «Содовика» из Стерлитамака. В 1996 году вывел команду из третьей лиги во вторую. В первой половине сезона-2002 возглавлял уфимский «Строитель», команда в итоге заняла пятое место в зональном турнире. По состоянию на 2007 год работал тренером команды «Таксист» (Уфа), выступавшей в чемпионате Башкортостана.